# Пять бутылок водки
«Пя́ть буты́лок во́дки» — российский фильм режиссёра Светланы Басковой, снятый в 2001 году.

## Сюжет
Фильм о закулисной жизни обычного московского бара, где отношения между хозяином, «крышей» и работниками очень напоминают семейные. Однако в отличие от семьи, этих людей связывает совместное дело, роли в котором далеко не равноценны. Отношения подчинения и угнетения пронизывают собой всю жизнь героев этого фильма.
Хозяин бара — наркоман и алкоголик Александр Александрович (Сан Саныч) (А. Маслаев), напивающийся на работе до приступов рвоты, усугубленной наркотической зависимостью. Два уборщика живут в подсобке, уборщик Мычалкин (Д. Васильев) — горбатый и, возможно, умственно-отсталый, так как он не говорит и общается при помощи нечленораздельного мычания. Другой же уборщик более сообразительный.
Сюжет фильма начинается с того, что Мычалкин крадёт из бара пять бутылок водки и приносит их второму уборщику (С. Пахомов). Саныч очень переживает по этому поводу (в розлив она продается в баре значительно дороже) и всячески пытается вывести вора на чистую воду, подозревая в краже обоих уборщиков. В это же время второй уборщик насильно заливает в рот Мычалкина целую бутылку водки, одновременно рассказывая ему о красивой жизни при наличии денег и задорной тачки, одну из бутылок он разбивает о собственную голову, а остальные разбивает об пол. 
Саныч постоянно эксплуатирует обоих уборщиков, заставляя их всё время чистить помещения бара и его террасу. Дефективный Мычалкин не может противостоять издевательствам Саныча, но второй уборщик, несмотря на притеснения, постоянно огрызается на шефа и обещает однажды «разобраться» с ним.
В то же время морально подавленный чернокожий стриптизёр (Диллон Олойеде в роли себя) без остановки повторяет, что он больше не может танцевать из-за усталости, депрессии и голосов в его голове. Второй уборщик пытается доказать стриптизёру, что тот является счастливым человеком, поскольку не ведает ужасов рабского труда. Единственная задача Диллона — показывать посетителям свои гениталии и получать огромные деньги, благодаря которым возможно жить на Маросейке. Затем второй уборщик обмазывается шоколадным коктейлем и начинает танцевать стриптиз, заменив сбежавшего танцора, но тем самым шокировав Мычалкина.
Диллон приходит к Санычу и просит отпустить его, так как он устал и у него больше нет сил терпеть голоса, которые поселились в его голове. Разъярённый Саныч утверждает, что не может отпустить стриптизера, который является крупным источником его доходов. Затем он сменяет гнев на милость, обещает купить Диллону новую машину и успокаивает его, заверив его, что никаких голосов нет, и самая лучшая возможность избавиться от депрессии — вернуться танцевать, тем более что он делает это за деньги. Обрадованный стриптизёр возвращается на своё рабочее место. Накопившуюся ярость Саныч вымещает на уборщиках, один из которых сваливает всë на Мычалкина. Потом он читает им лекцию о том, как надо стильно одеваться и брать в этом пример с него.
Приходит «крыша» (В. Епифанцев) и делает странный заказ Санычу: в первый день он желает девственницу, во второй — девственника, а в третий — хочет собственной смерти. Если Саныч исполнит заказ «крыши», то долг будет списан, в противном случае его ждет смерть. Испуганный Саныч соглашается. Параллельно второй уборщик топит Мычалкина в ведре и продолжает ласково разговаривать с телом. Хозяину он объясняет своё поведение тем, что Мычалкин «украл пять бутылок водяры», таким образом раскрывая Санычу часть правды. Саныч обещает поощрить уборщика премией.
Бандиту приводят девушку-официантку в свадебном платье (М. Болтнева) в качестве девственницы, он занимается с ней сексом (при этом стоящий рядом уборщик занимается онанизмом), после чего душит, называя её Дездемоной. Уборщик кладёт труп рядом с трупом Мычалкина и называет их женихом и невестой.
Саныч говорит ему, что кинул мать барменши и вместо 500 долларов даст ей 200, а на остальные займётся с ней сексом. Потрясённый этим уборщик зажигает свечи возле трупов Мычалкина и барменши и поёт церковные песни.
На следующий день Саныч переодевает уборщика в свадебное платье, обещав ему отвести его к участникам ансамбля «Берёзка», после чего тот предстаёт перед бандитом в качестве девственника. Бандит ведёт разговоры сексуальной тематики, считая уборщика девушкой и удивляясь его бороде, а потом насилует его. После этого Саныч запирает уборщика в подвале.
На следующий день бандит в караоке исполняет песню Юлиана «Разбей на счастье сердце мне», затем Саныч душит его шнуром микрофона и он умирает, после чего звучит другая песня Юлиана «И это всё пройдёт». Довольный собой Саныч напивается алкогольными коктейлями до тошноты, начинает блевать, а затем засыпает от алкоголя за столом.

## В ролях
| Актёр              | Роль                                             |
| ------------------ | ------------------------------------------------ |
| Александр Маслаев  | Александр Александрович (Сан Саныч), хозяин бара |
| Сергей Пахомов     | первый уборщик                                   |
| Денис Васильев     | «Мычалкин», второй уборщик                       |
| Владимир Епифанцев | бандит, «крышующий» бар                          |
| Диллон Олойеде     | стриптизёр (камео)                               |
| Мария Болтнева     | официантка, девственница (в титрах не указана)   |

## Награды и критика
Фильм был удостоен первого диплома молодёжного жюри фестиваля «Киношок». Картина принесла Басковой в «определённых кругах» статус культового режиссёра.
Как отмечал журнал «Искусство кино», «Пять бутылок водки» — «артхаус тотально дьявольский, деструктивный, крайне невнятный и невыразимо занудный», посвящённый «идиотизации современного человека».